# Ranhados (Viseu)
Ranhados ist eine Gemeinde (Freguesia) im portugiesischen Kreis Viseu. In ihr leben 5891 Einwohner (Stand 19. April 2021).